# Парижские тайны
«Парижские тайны» (Les Mystères de Paris) — роман Эжен Сю, один из самых популярных XIX века, породивший моду на уголовно-сенсационный жанр массовой литературы. Печатался в 90 выпусках газеты Journal des débats с 19 июня 1842 по 15 октября 1843 года. Несмотря на колоссальный объём (свыше 1000 страниц), был переведён на языки всех стран Европы.

## Сюжет
В «клоаке», на криминальном дне Парижа, объявляется благородный силач Родольф, блистательно владеющий светскими манерами, воровским арго и техникой савата. Выдавая себя то за рабочего, то за коммивояжёра, Родольф проникает в тайны «отверженных» и помогает им выпутаться из безвыходных, казалось бы, ситуаций.
Никто не подозревает, что Родольф — на самом деле наследник престола великого герцогства Герольштейнского, прибывший в Париж инкогнито в поисках искупления грехов молодости.
Будущему монарху постепенно становится ясно, что нити многих зловещих тайн ведут к нотариусу Феррану, который слывёт святошей, а на самом деле предаётся всяческому разврату. Ему удаётся спасти из лап Феррана и вызволить из публичного дома юную Певунью, которая оказывается его пропавшей дочерью по имени Лилия-Мария.
Принц Родольф с честью выдерживает десятки мелодраматических ситуаций. Два раза его жизнь спасает Поножовщик, отсидевший 15 лет за убийство, но сохранивший мужество и честь, в том числе и благодаря Родольфу. Бывшая жена Сара со своим братом в это время пытается вернуть принца.
В конце романа Родольф женится на маркизе д’Арвиль и отбывает из Парижа на родину. Бывшая Певунья, ныне принцесса Амелия, решает посвятить свою жизнь благотворительности. Из-за чистоты души её избирают в настоятельницы монастыря.
Финал книги трагичен: Лилия-Мария, не смогшая забыть о позорном, по её мнению, прошлом, не приспособившаяся к реалиям новой жизни, умирает в кругу близких ей людей. Контраст между богатым и бедным населением Парижа (в лице Певуньи, которая побывала и на самом дне городской жизни, и на её вершине) отражён ярче всего в концовке произведения.

Герои романа на рисунках французских художников
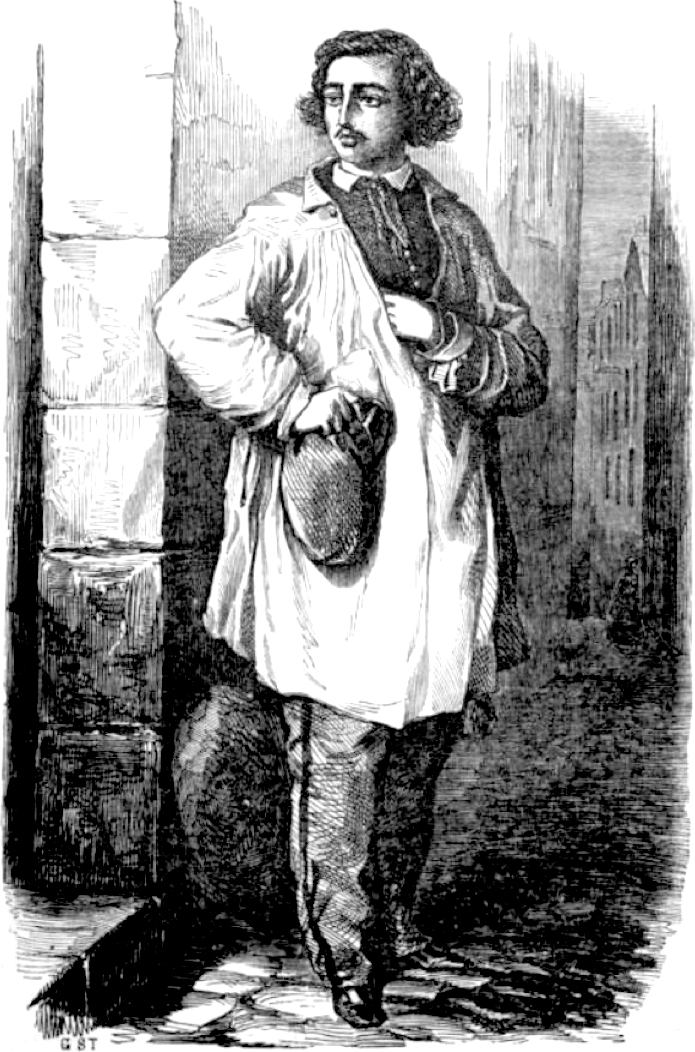
Родольф в костюме мастерового
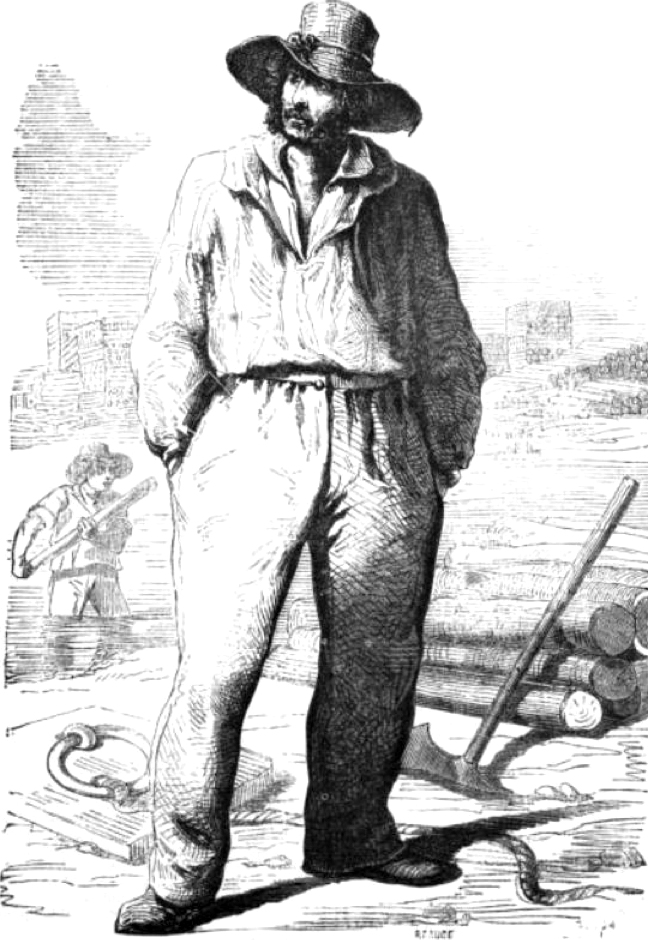
Поножовщик
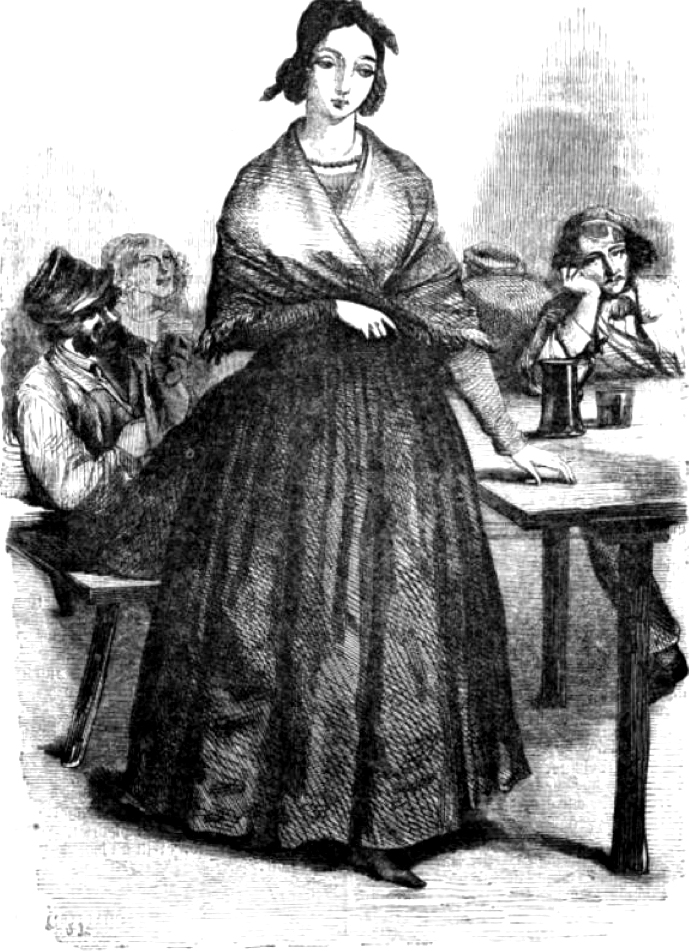
Лилия-Мария
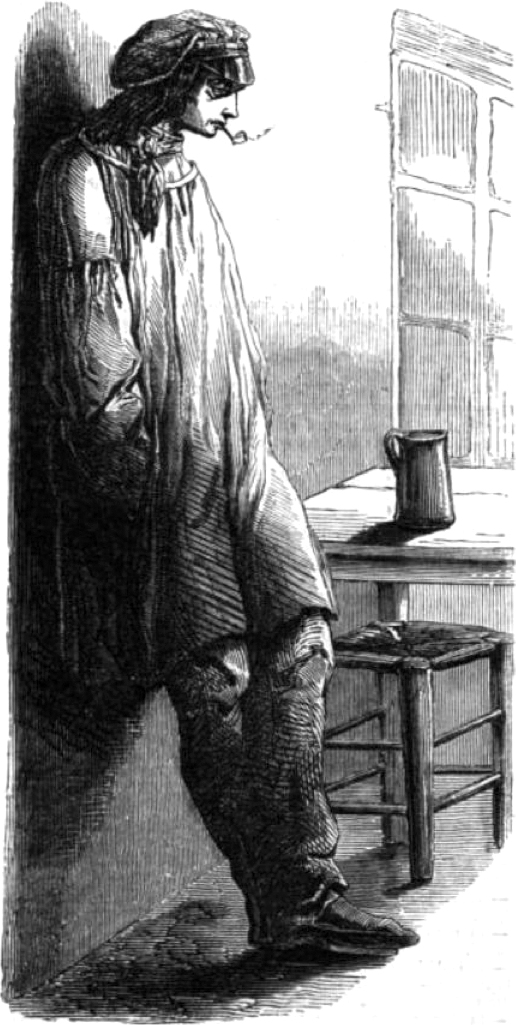
Крючок
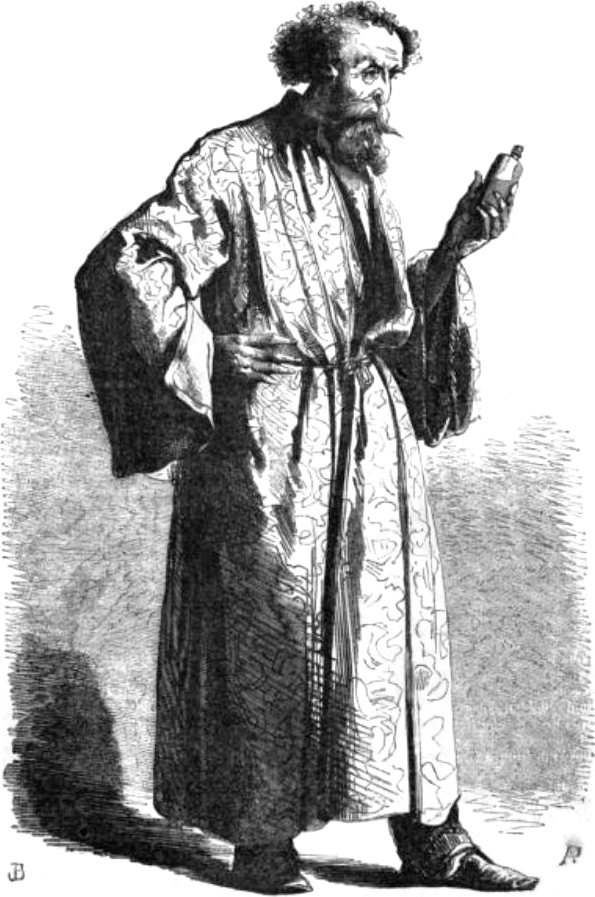
Брадаманти
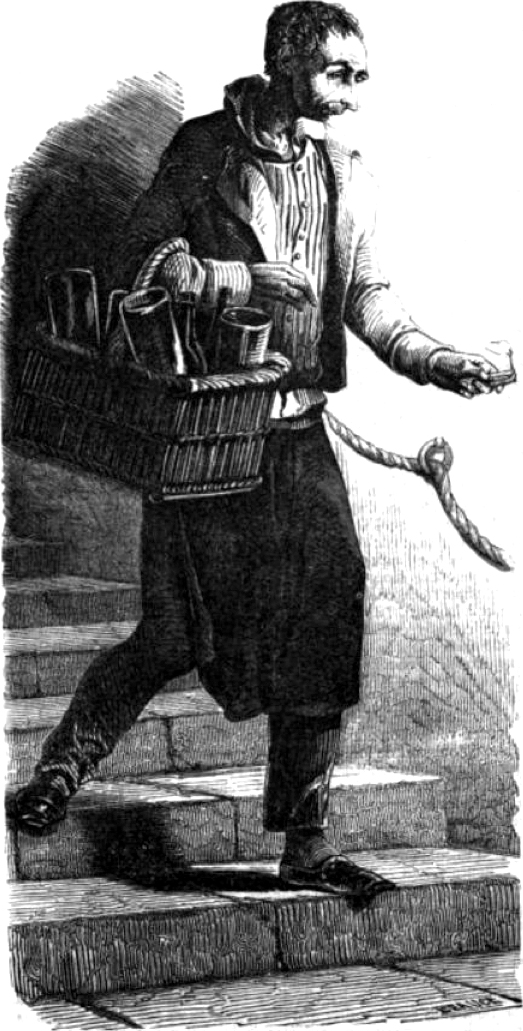
Краснорукий
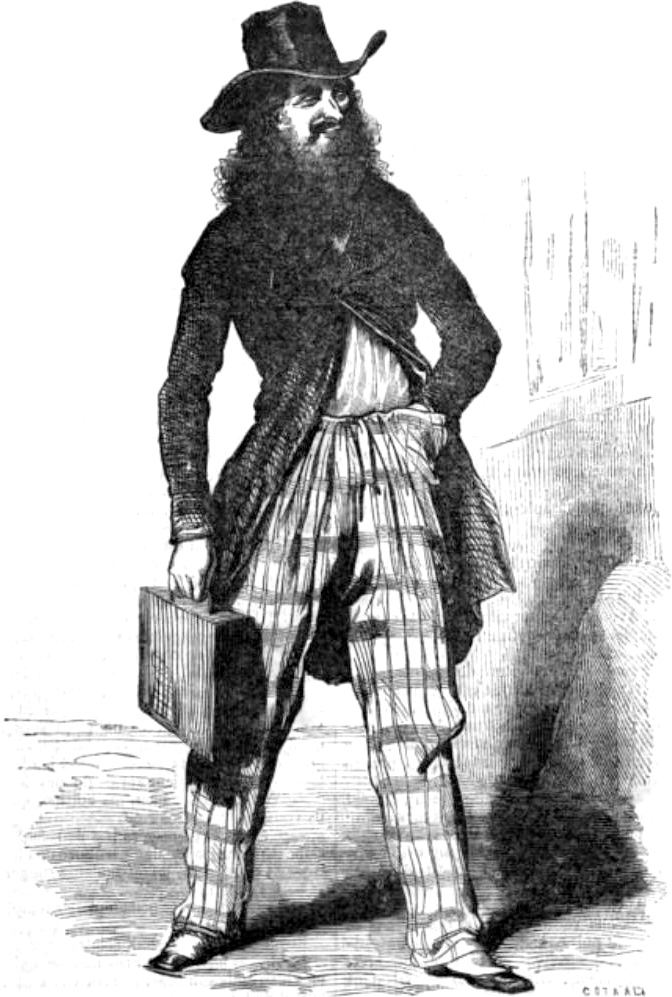
Кабрион
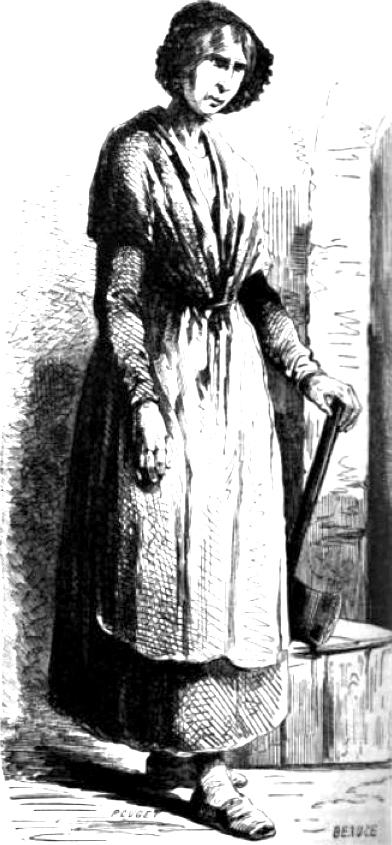
Тыква
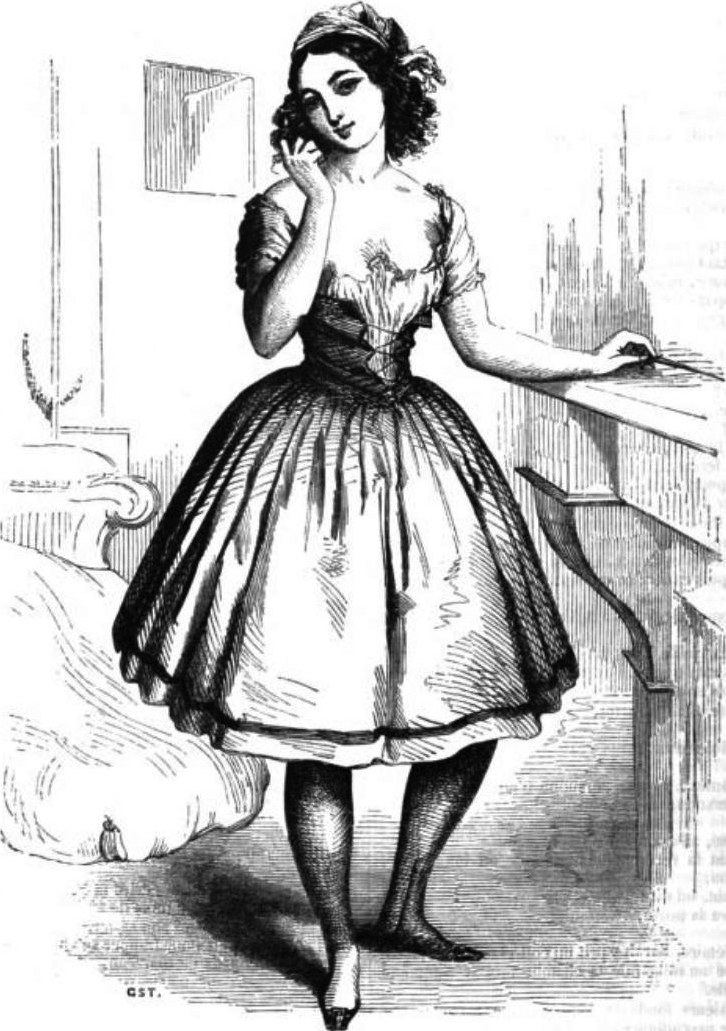
Сесили
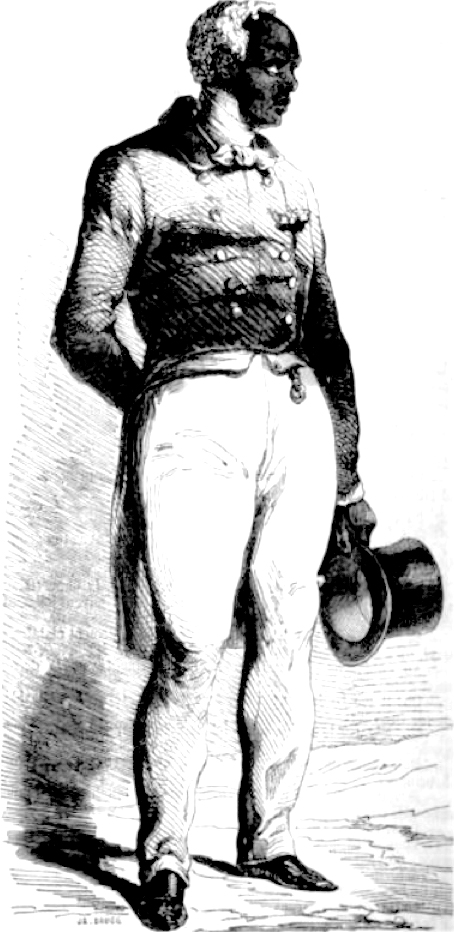
Доктор Давид
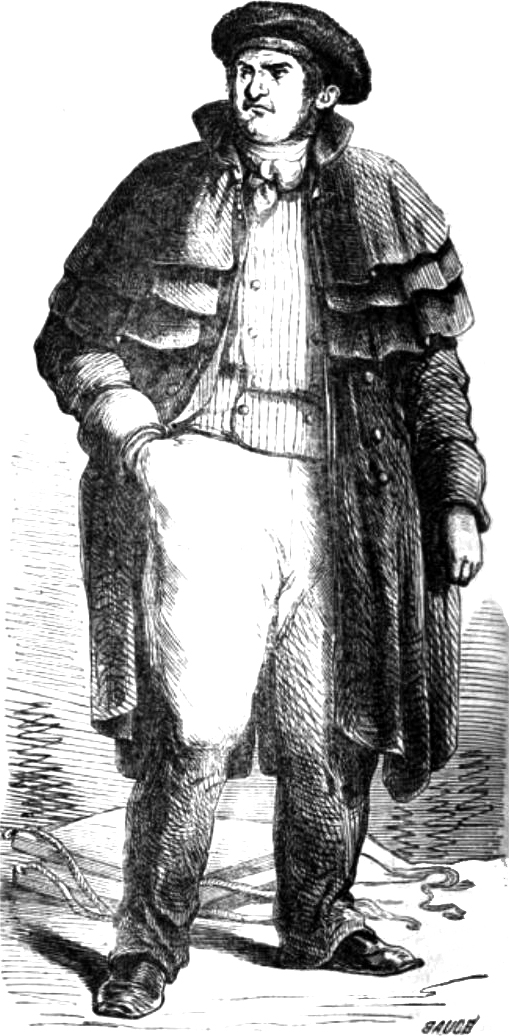
Папаша Мик
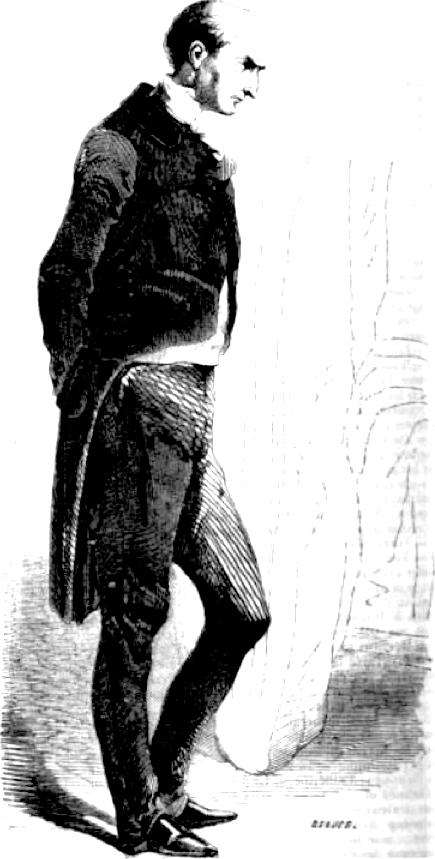
Гриффон
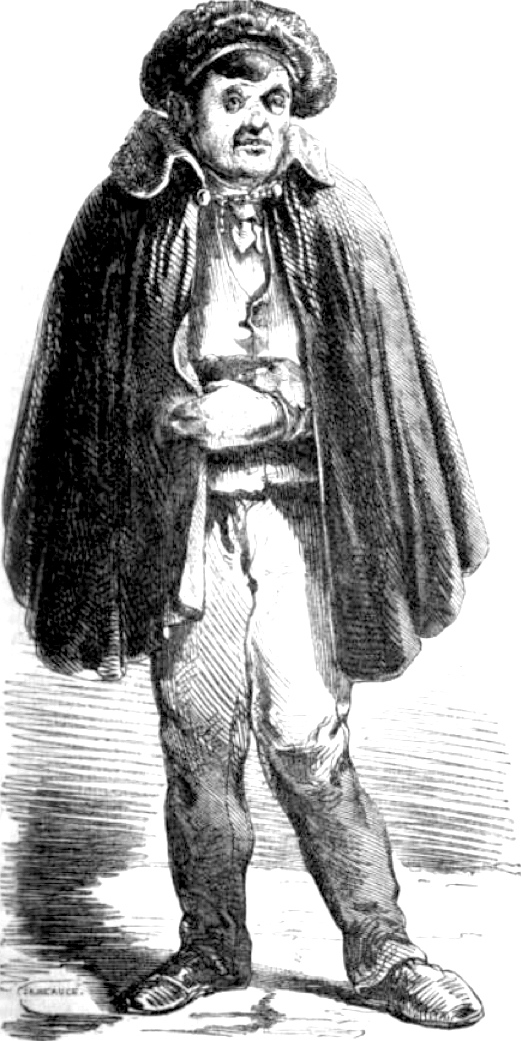
Хромой Верзила
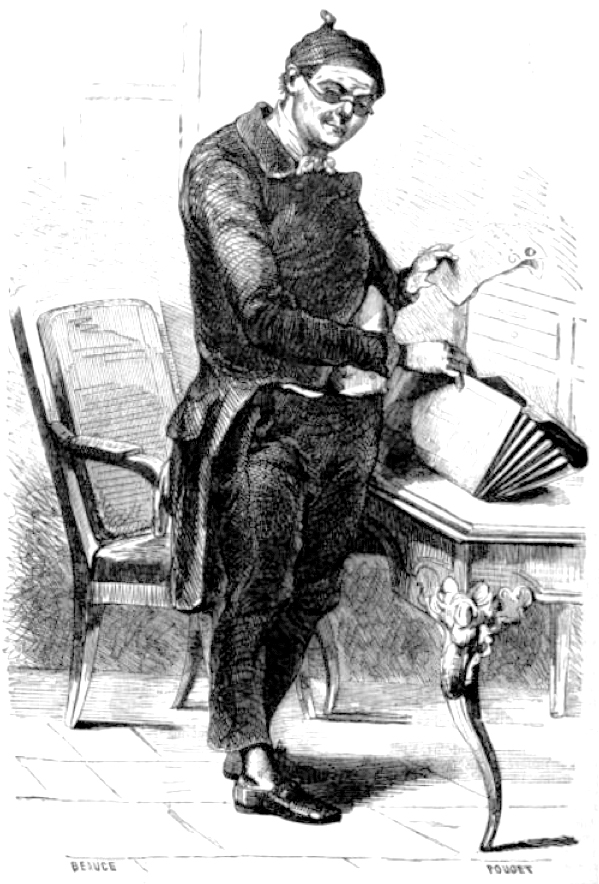
Жак Ферран
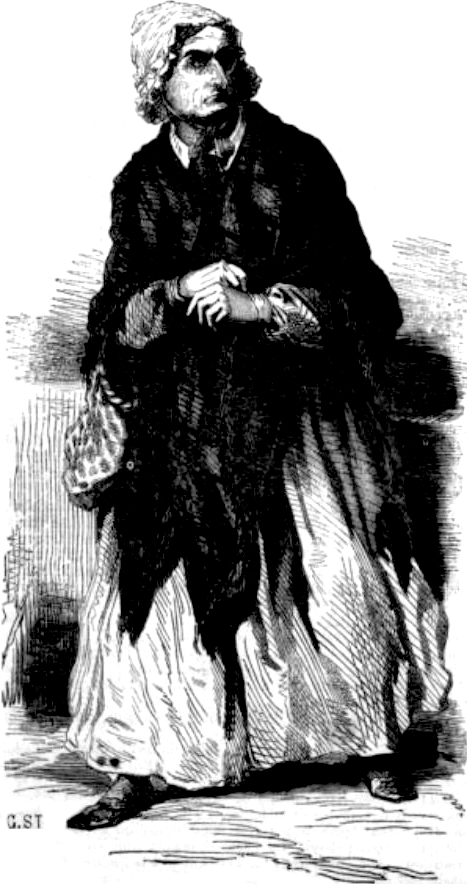
Сычиха
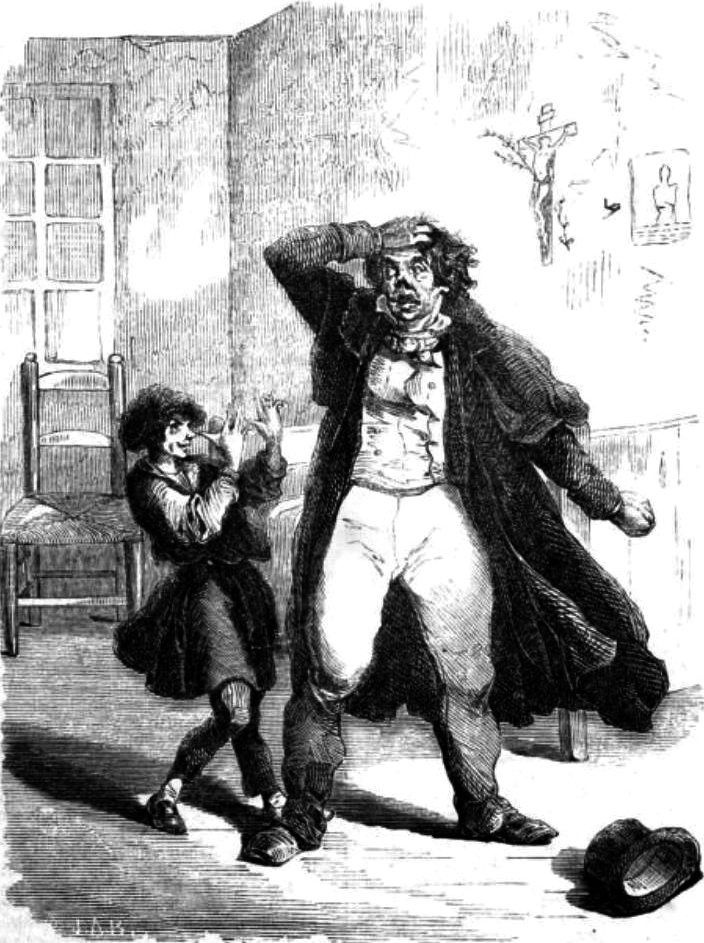
Хромуля и Грамотей
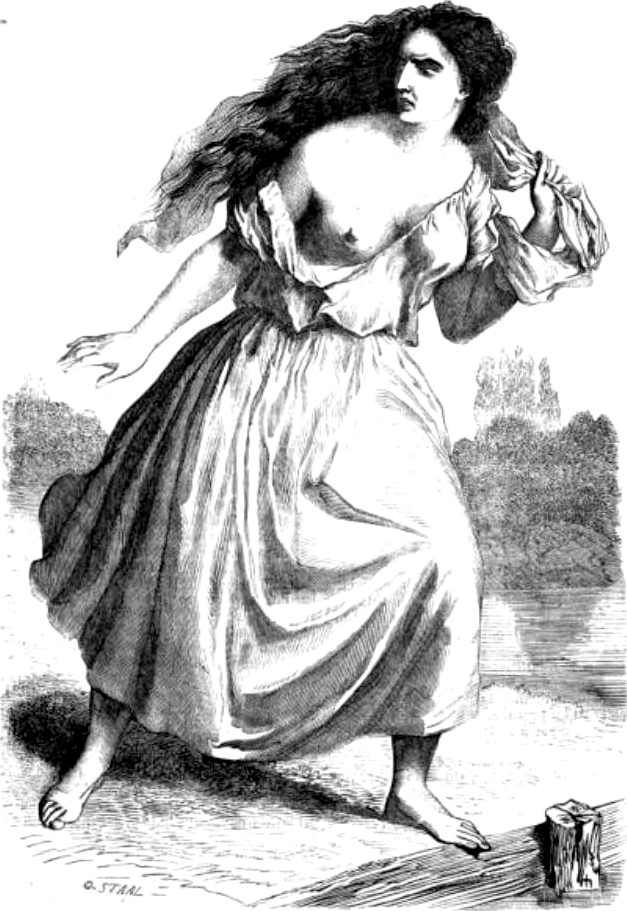
Волчица
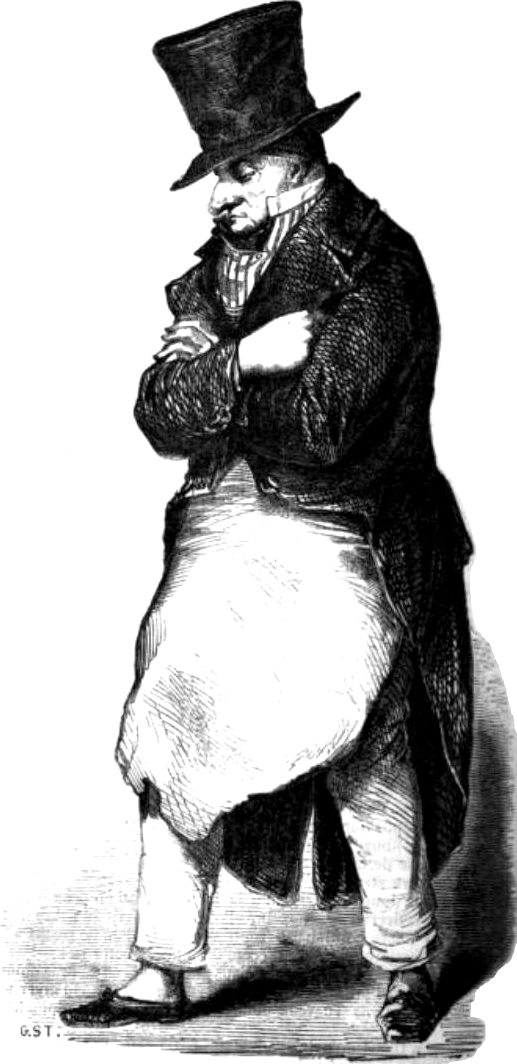
Господин Пипле
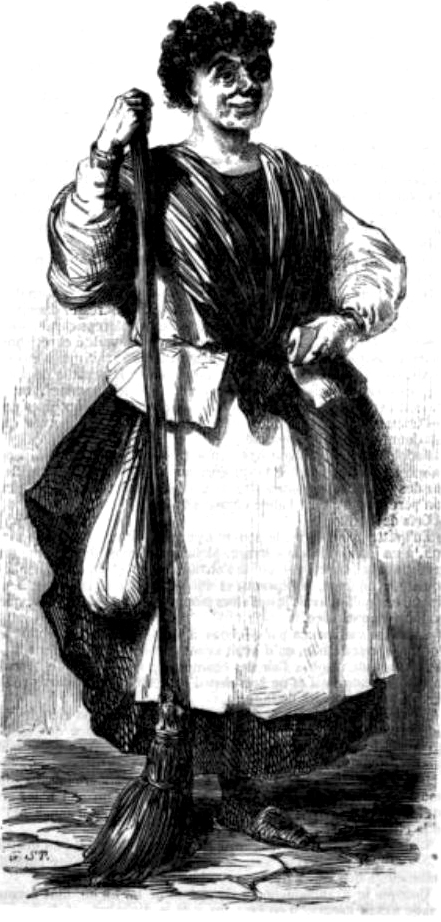
Госпожа Пипле
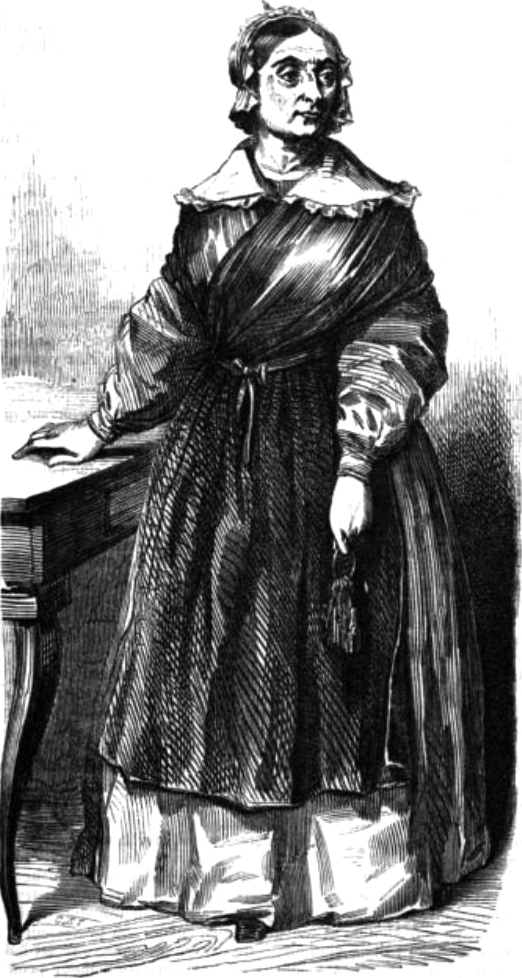
Мадам Серафен
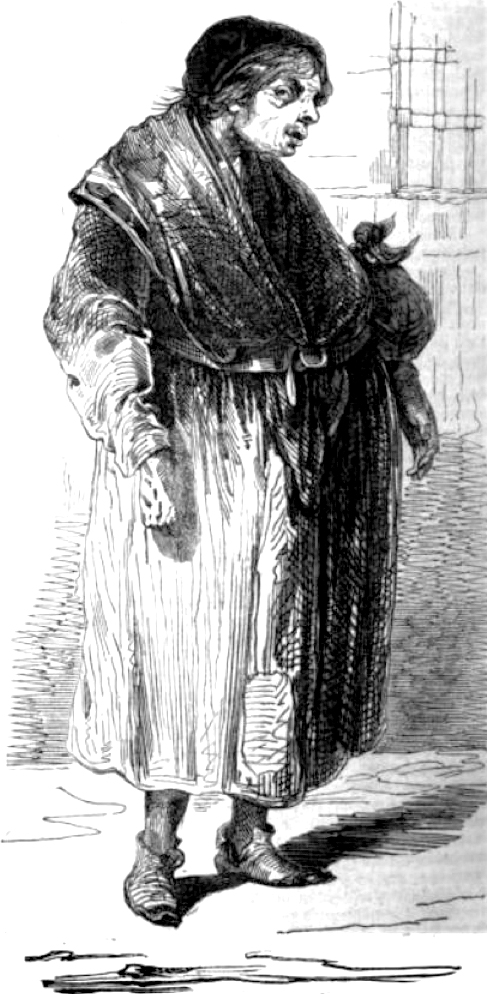
Мон-Сен-Жан
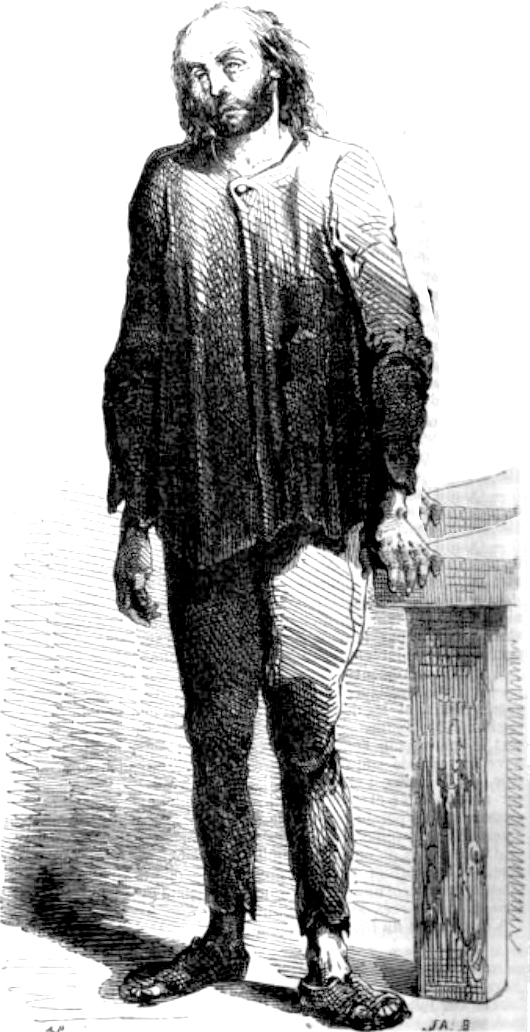
Морель
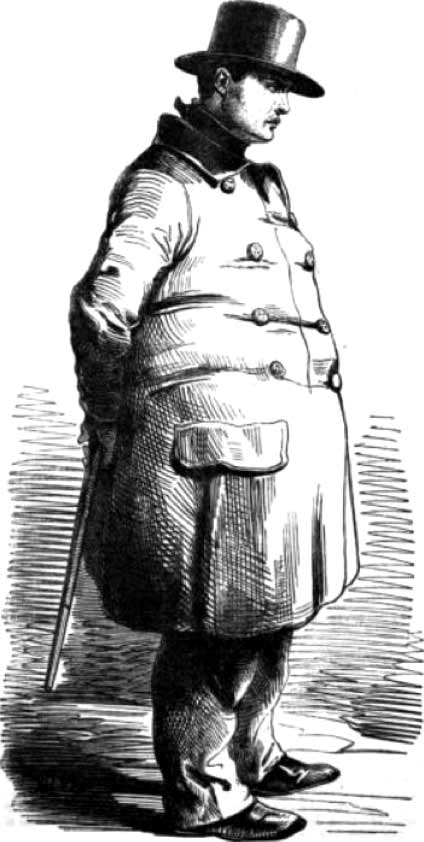
Нарсис Борель
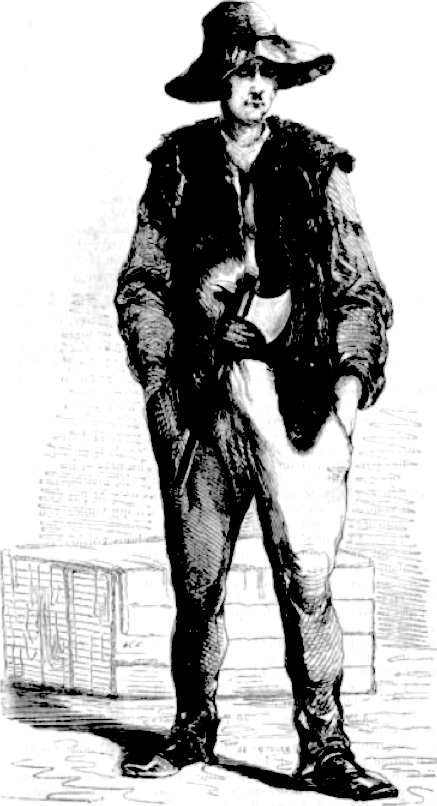
Николя Марсиаль
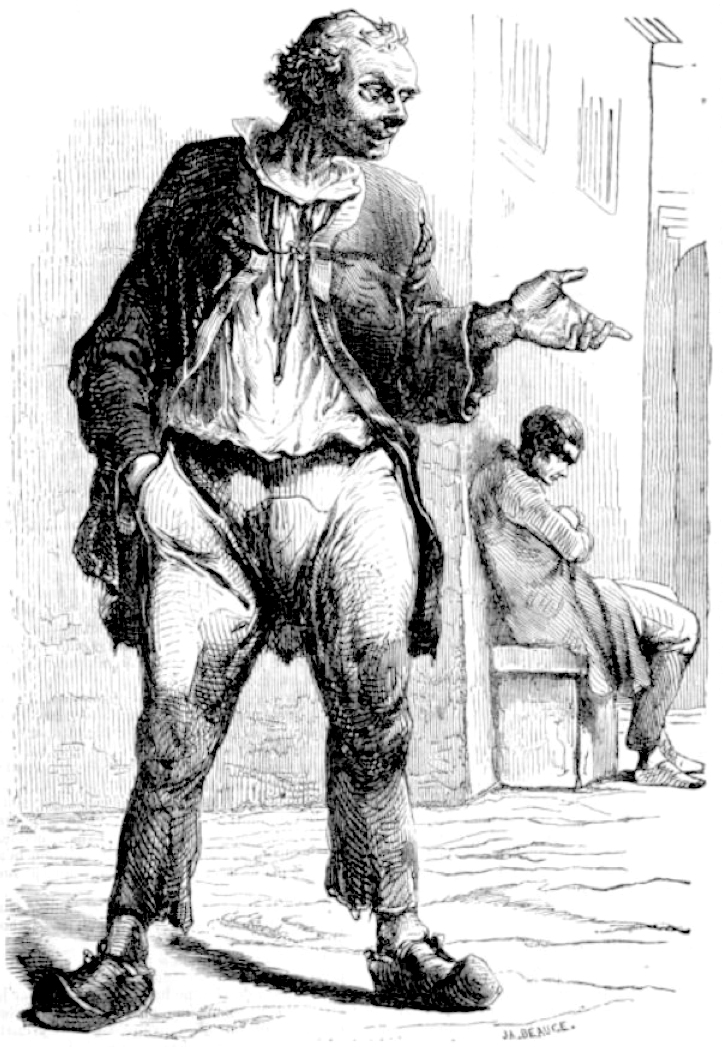
Гобер
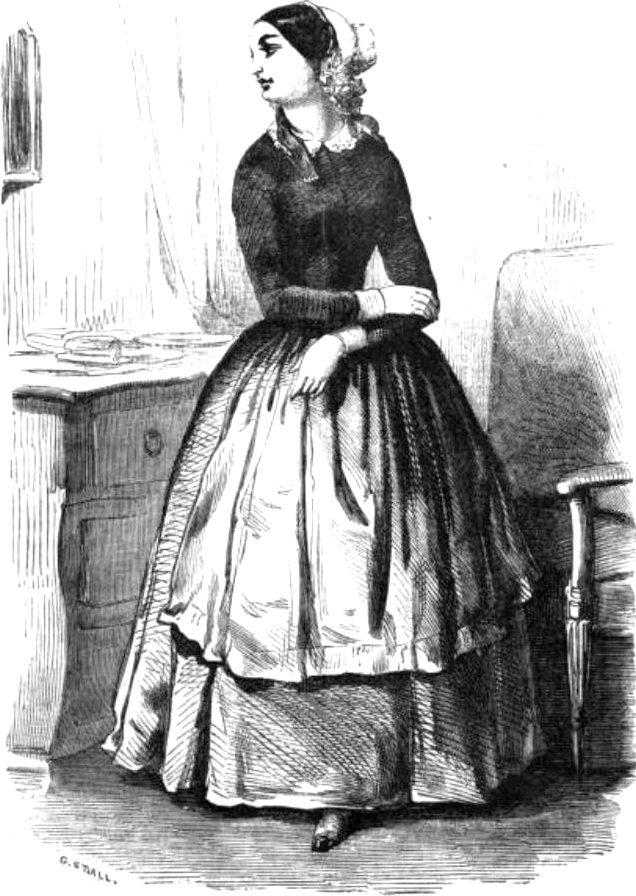
Хохотушка
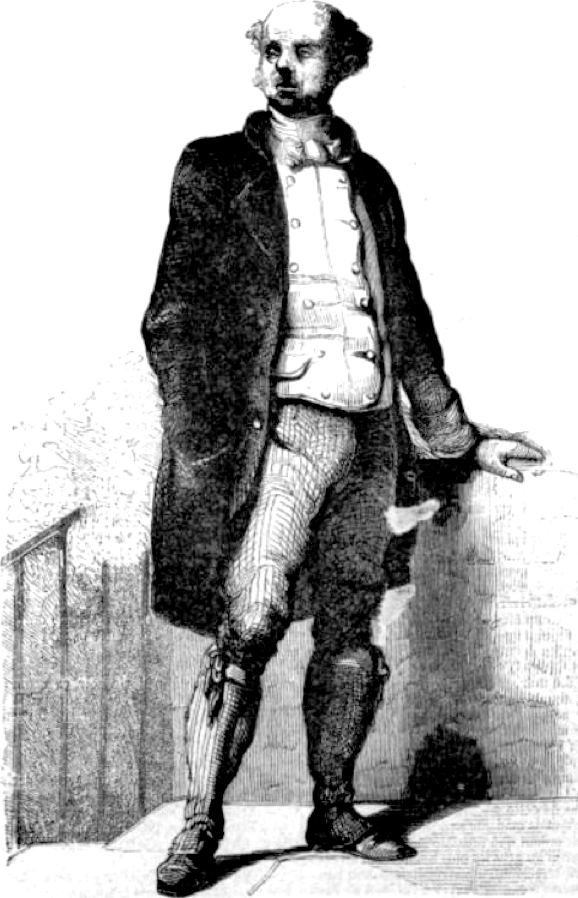
Сэр Вальтер Мэрф
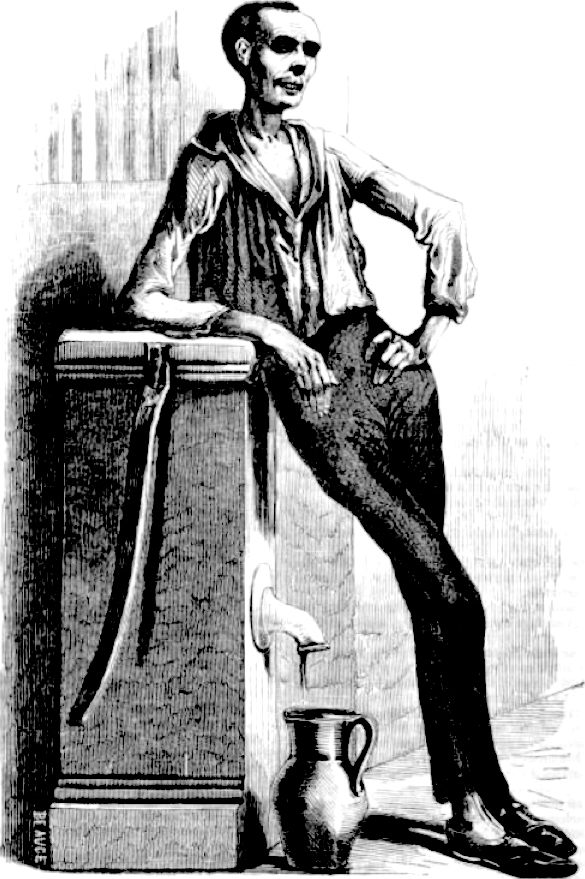
Скелет
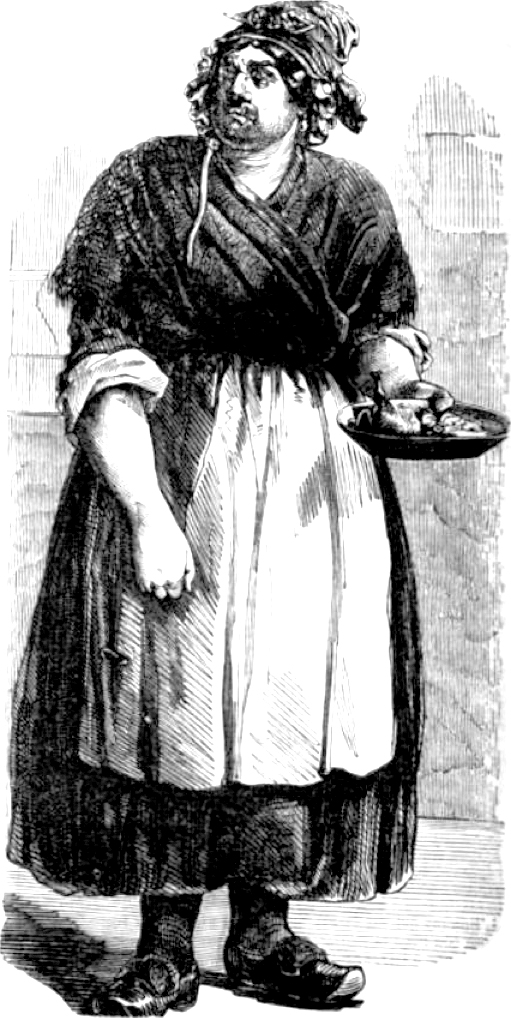
Людоедка

## Успех
Роман-фельетон (один из первых во Франции) имел мгновенный и колоссальный успех, позволив «Journal des débats» нарастить тираж и стать одним из флагманов французской прессы. Сотни тысяч французов из всех слоёв общества с нетерпением ожидали нового выпуска газеты. Перед штаб-квартирой издания выстраивались очереди из желающих узнать, что было дальше. Неграмотные записывались в клубы, где им читали новую «серию» романа вслух. По сути речь шла о рождении нового феномена — сериала.
«Роман, начатый автором-денди для услаждения избранной публики, вызвал страстный процесс идентификации у пролетарской аудитории; когда же затем роман был продолжен с намерением внушить этой "опасной" аудитории умеренные идеи социальной гармонии, побочным эффектом оказалось революционное восстание». Критики того времени (включая Карла Маркса, анализировавшего «Парижские тайны» в своём сочинении «Святое семейство») придавали огромное значение социальной составляющей «мещанского романа», пытаясь вычитать за головокружительными приключениями критику современного общества. После революции 1848 года Эжен Сю был даже избран в депутаты парламента. Рецензиями на роман откликнулись ведущие литераторы из разных уголков мира — от Виссариона Белинского до Эдгара По. Известно, что «Парижскими тайнами» зачитывался Ф. М. Достоевский:
Если б я был  не  случайным  фельетонистом,  а  присяжным, всегдашним, мне кажется, я бы пожелал обратиться в Эженя Сю, чтоб  описывать петербургские тайны. Я страшный охотник до тайн. Я фантазёр,  я  мистик.

## Влияние

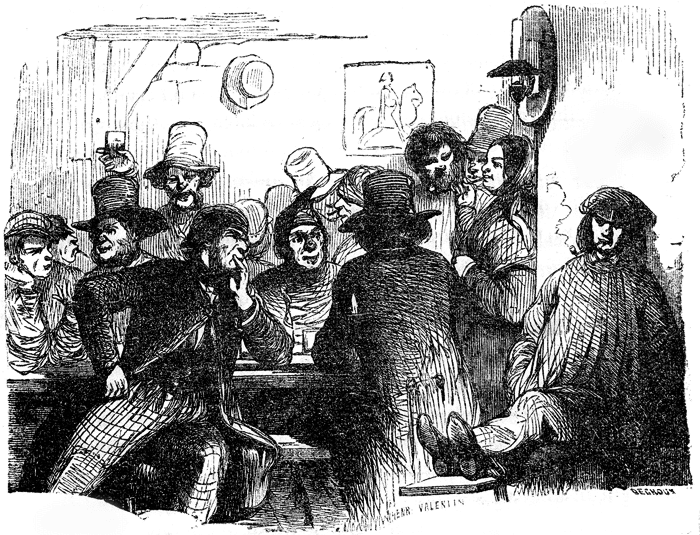
Посетители кабака «Белый кролик». Иллюстрация к первому изданию романа.

Бывший шеф парижской полиции Видок, записками которого вдохновлялся Эжен Сю, отозвался на успех романа публикацией «Настоящих тайн Парижа» (1844). Александр Дюма написал сходные по жанру романы «Граф Монте-Кристо» и «Могикане Парижа». Чарльз Диккенс свёл личное знакомство с Сю и отреагировал на спрос публики усложнением фабульных хитросплетений в своих последующих романах. Виктор Гюго строил по лекалам «Парижских тайн» свой гигантский социальный роман «Отверженные». Понсон дю Террай, начитавшись Эжена Сю, стал сочинять «Похождения Рокамболя».
Трудно назвать крупный город Европы или Соединённых Штатов, где в XIX веке не появилось бы своего Эжена Сю. Среди сорока подражаний «Парижским тайнам», которые насчитал Умберто Эко, наиболее известны следующие:
- «Лондонские тайны» (Поль Феваль)
- «Лиссабонские тайны» (Камилу Каштелу-Бранку)
- «Марсельские тайны» (Эмиль Золя)
- «Петербургские трущобы» (Всеволод Крестовский)
- «Новые парижские тайны» (Лео Мале)
- «Лионские тайны» (Жан де ла Ир)
- «Неаполитанские тайны» (Франческо Мастриани)
- «Флорентийские тайны» (Карло Коллоди)
- «Берлинские тайны» (Август Брасс)
- «Гамбургские тайны» (Й. В. Кристерн)
- «Амстердамские тайны» (Л. ван Эйкенхорст)
- «Брюссельские тайны» (Суо де Варенн)
- «Тайны Будапешта» (Йозеф Киш)
- «Тайны и бедствия Нью-Йорка» (Нед Бантлайн)
- «Город квакеров: тайны Филадельфии» (Джордж Липпард)

В России первыми художественными откликами на успех Сю стали пародийные романы и повести: «Петербургские нетайны» Ф. В. Булгарина (1843), «Парголовские тайны» Петра Фурмана (1845) и «Петербург днём и ночью» Е. П. Ковалевского (1845). Белинский по этому поводу отметил рождение новой, чисто коммерческой, бульварной литературы:
В наше время объём … успеха, который в наш век считается выше гения, таланта, учености, красоты и добродетели, — этот объём легко измеряется одною мерою … : это — ДЕНЬГИ. … новый журналист, желающий поднять свой журнал, предлагает автору «Парижских тайн» сто тысяч франков за его новый роман, который ещё не написан… Вот это успех! И кто хочет превзойти Эжена Сю в гениальности, тот должен написать роман, за который журналист дал бы двести тысяч франков: тогда всякий … поймет, что новый романист ровно вдвое гениальнее Эжена Сю… 

## Жанр

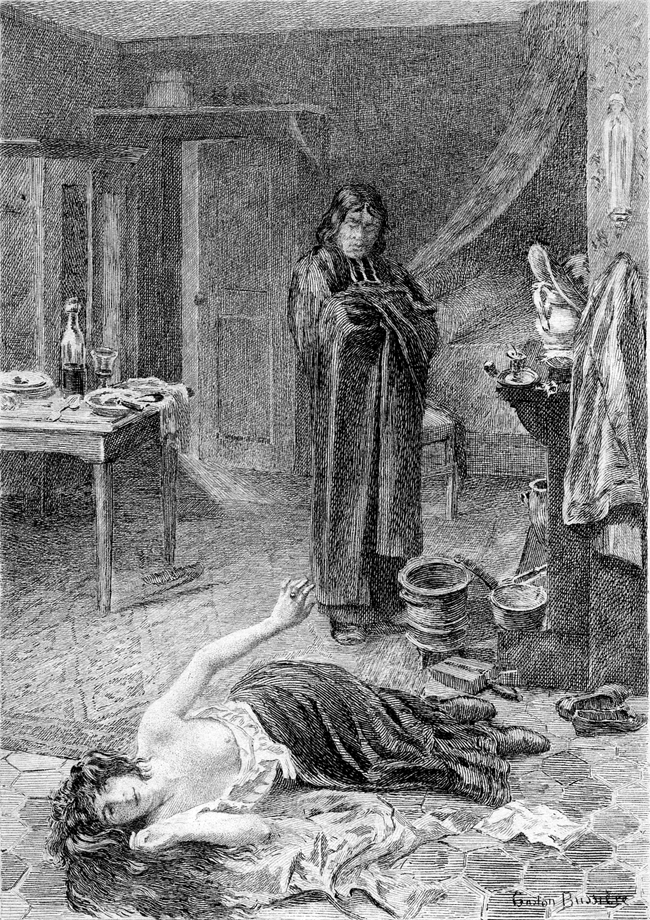
Жак Коллен и Эстер ван Гобсек. Иллюстрация к роману «Блеск и нищета куртизанок».

Авантюрный роман «городских тайн» возник на стыке готической литературы эпохи романтизма с социальным романом критического реализма, дающим панорамный срез общества во всём многообразии его слоёв. Фигура сверхчеловека, который опускается на городское дно, дабы распутать нити судеб сбившихся с пути «маленьких людей», восходит к таким произведениям, как «Выбор невесты» романтика Э. Т. А. Гофмана (1819).
Главным соперником Эжена Сю за звание «короля парижских тайн» в 1840-е гг. был Оноре де Бальзак, публиковавший в одно время с ним такие остросюжетные романы, как «Блеск и нищета куртизанок». В поисках успеха у читательской массы Бальзак, как и Сю, не стеснялся использовать мелодраматические эффекты. Герои чётко делятся на добродетельных филантропов вроде Родольфа и инфернальных злодеев наподобие Феррана (или Коллена у Бальзака). Такой злодей «находит наслаждение в том, чтобы рассказать жертве о своих дьявольских намерениях и выказать всё свое могущество».
Низшие классы в этих романах переходного периода зачастую сентиментально идеализируются: это всегда жертвы общественной несправедливости, а не её виновники. Отсюда новый литературный тип — «проститутка с золотым сердцем», предшественница Сони Мармеладовой. Поножовщик у Сю представляет родственный тип «добродетельного каторжника», который будет позаимствован у него Гюго (в «Отверженных») и Диккенсом (в «Больших надеждах»).

## Экранизации
Существует восемь экранизаций романа. Наибольшая известность выпала на долю французского кинофильма Андре Юнебеля (1962) с Жаном Маре в главной роли. Представитель коммерческого кино, Юнебель значительно переработал сюжет, усилив его «бульварный» характер и смягчив элементы социальной критики. Намного ближе к первоисточнику фильм 1943 года с участием Марселя Эррана (режиссёр — Жак де Баронселли) и мини-сериал 1980 года (режиссёр — Андре Мишель).